# Kepler-168b
Kepler-168b es uno de los dos planetas extrasolares que orbitan la estrella Kepler-168. Fue descubierta por el método de tránsito astronómico en el año 2014. 